# Philippe Di Meo
Philippe Di Meo, né en 1953 à Filignano, est un traducteur, poète et essayiste italien. Il est connu pour ses traductions d'auteurs italiens et frioulans.

## Biographie
Il enseigne au Centre européen de traduction littéraire installé dans l'Institut supérieur de traducteurs et interprètes de Bruxelles. Il est auteur d'essais et de traductions,.
Il reçoit en 1995 le prix du Val di Comino dans la catégorie « Traduction ». On lui doit des traductions de Pier Paolo Pasolini, Carlo Emilio Gadda, notamment, et il est le premier à introduire en France l'œuvre d'Andrea Zanzotto en 1986. Ses traductions d'Andrea Zanzotto font l'objet de critiques, sans qu'il soit nommé, dans la revue Po&sie en 2006,.

## Publications
- Hypnagogiques, poésie, Éditions Rencontres, 1998.
- La Difficulté de l'autocommentaire in Écritures no 3/4 : « Échos d’Italie », Université de Liège, 1992.
- Carlo Emilio Gadda ou l’espalier généalogique, Java, 1994.
- avec Jean-Baptiste Para, « De l'autre côté des Alpes, une autre poésie », Europes, Paris, vol. LXI, no 649,‎ 1er mai 1982, p. 3-4
- « Entre la mer et la mort », dans Danielle Bajomée (dir.), Benoît Denis (dir.), Didier Coste et al., Pierre Mertens : La littérature malgré tout, Bruxelles, éditions Complexe, coll. « Le temps et les hommes », 9 septembre 1998 (ISBN 2-87027-662-1), p. 69-78

### Traductions récentes
- Météo, Andrea Zanzotto, Maurice Nadeau, 2003
- Leurs yeux se rencontrèrent, anthologie, Gallimard, 2003
- La Nouvelle Jeunesse (poèmes frioulans), Pier Paolo Pasolini, Gallimard, 2003
- Idiomes, Andrea Zanzotto, José Corti, 2006
- Essais critiques, Andrea Zanzotto, José Corti, 2010
- Phosphènes, Andrea Zanzotto, José Corti, 2010
- Les Bêtes, Federigo Tozzi, José Corti, 2012
- Mars et ses Ides, Bartolo Cattafi, Héro-Limite, 2014
- Les commencements, Giuseppe Bonaviri, La Barque, 2018
- Barques renversées, Federigo Tozzi, La Barque, 2021

### Collectif
- Nu(e) n°58 (2016) entièrement consacré à Andrea Zanzotto, coordonné par Philippe Di Meo, avec des inédits du poète vénitien et des articles critiques de Philippe Blanchon, Stefano Agosti, Alberto Russo, Jean Nimis, René Noël, Andrea Inglese, Pietro Benzoni, Pierre Parlant, Claudio Magris et Philippe Di Meo. Les illustrations sont signées, notamment, de Pier Paolo Pasolini.

### Entretiens
- « Le théâtre séparé » (entretien avec Valère Novarina), Furor, Lausanne, no 5,‎ janvier 1982, p. 88
- « Travailler pour l'incertain ; aller sur la mer ; passer sur une planche » (entretien avec Valère Novarina), L'Infini, no 19,‎ 1987, p. 97